# François Bréa
Francesco Brea (uneori în franceză François Bréa) (aproximativ 1495 - aproximativ 1562) este membru al unei familii de artiști italieni, pictori din Nice (Franța) din secolul XV și începutul secolului XVI.

## Biografie
...
Francesco Brea este fiul lui Antonio Brea și al lui Louisette, soția sa. Avea o soră pe nume Jaumone. Este astfel nepotul lui Louis Bréa și Pierre Bréa specialiști în altar. El a activat în principal în Taggia unde o mare parte din munca sa este păstrată în mănăstirea Ordinului Dominican.

## Opere
În Italia
- Taggia
  - Murale pe porțile orașului, picturi murale în fața primăriei, picturi la Nostra Signoria del Canneto, triptic al „Sfântului Francisc” pentru compania Sfântul Sacrament.
  - La Conventul Dominican din Taggia : 
Trei fresce din Patimile (deteriorate), Îngerul Bunei Vestiri (din palatul municipal al Taggiei), două bufete, predelină, poliptic din Sfântul Toma (amputat), Ioan Botezătorul și Sfinții, Înviere (în colaborare cu Giovanni Cambiaso).
- Ceriana : Sfânta Ecaterina și sfinții
- Oneglia : Madona și Sfinții
- Genova : Sfântul Fabien, expus la Palazzo Bianco.
- Camporosso : (cu Giovanni Cambiaso) :  Fecioară între Saint Julien și Saint Bernard de Menthon, (1536)
- Montalto Ligure : (cu Giovanni Cambiaso), altarul ``Martiriul Sf. Etienne. (1536)

În Franța
- Châteauneuf-d'Entraunes : Biserica Saint-Nicolas, altarul lui François Bréa, după 1550.
- Les Arcs : Capela Sainte-Roseline găzduiește o Naștere din 1541, care ar fi putut fi produsă de François Bréa.
- Saint-Martin-d'Entraunes : altarul de la biserica Saint-Martin-d'Entraunes ( Fecioara Rozariului , 1555)
- Roure : biserica Saint-Laurent adăpostește un superb altar, „Adormirea Maicii Domnului”, care datează din 1560.
- Nice : Biserica Saint-Barthélémy, altarul Fecioarei, atribuție probabilă școlii Nisa ai fraților Bréa
- Contes : Biserica Sainte-Marie-Madeleine de Contes, altarul din Sainte Marie-Madeleine, atribuit lui François Bréa
- La Croix-sur-Roudoule : Biserica Saint-Michel Romano-gotică (fragmente de altar cu François Bréa).
- Sospel : Catedrala Saint-Michel, altarul în trei părți al ``Fecioarei Imaculate din Sospel